# Praelongorthezia galapagoensis
Praelongorthezia galapagoensis är en insektsart som först beskrevs av Kuwana 1902.  Praelongorthezia galapagoensis ingår i släktet Praelongorthezia och familjen vaxsköldlöss. Inga underarter finns listade i Catalogue of Life.